# Tiro esportivo nos Jogos Pan-Americanos de 2011 - Carabina três posições 50 m masculino
A competição da carabina três posições 50 m masculino foi um dos eventos do tiro esportivo nos Jogos Pan-Americanos de 2011, em Guadalajara. Foi disputada no Club Cinegético Jalisciense no dia 21 de outubro.
O americano Jason Parker se tornou bicampeão da prova.

## Calendário
Horário local (UTC-6).
| Data          | Horário | Fase         |
| ------------- | ------- | ------------ |
| 21 de outubro | 9:00    | Qualificação |
| 21 de outubro | 15:00   | Final        |

## Medalhistas
| Ouro   | USA Jason Parker    |
| Prata  | USA Matthew Wallace |
| Bronze | BRA Bruno Heck      |

## Resultados

### Qualificação
| Pos. | Atirador          | País                     | Deitado | Em pé | Ajoelhado | Total | Obs. |
| ---- | ----------------- | ------------------------ | ------- | ----- | --------- | ----- | ---- |
| 1    | Jason Parker      | USA Estados Unidos       | 398     | 376   | 381       | 1155  | Q    |
| 2    | Bruno Heck        | BRA Brasil               | 394     | 376   | 383       | 1153  | Q    |
| 3    | Matthew Wallace   | USA Estados Unidos       | 395     | 368   | 387       | 1150  | Q    |
| 4    | Blás Ruiz         | MEX México               | 397     | 368   | 387       | 1149  | Q    |
| 5    | Reynier Estopiñan | CUB Cuba                 | 393     | 368   | 386       | 1147  | Q    |
| 6    | Julio Iemma       | VEN Venezuela            | 394     | 378   | 373       | 1145  | Q    |
| 7    | José Luis Sánchez | MEX México               | 392     | 373   | 380       | 1145  | Q    |
| 8    | Grzegorz Sych     | CAN Canadá               | 391     | 371   | 381       | 1143  | Q    |
| 9    | Rocco Rosito      | BRA Brasil               | 394     | 363   | 383       | 1140  |      |
| 10   | Elias San Martín  | CHI Chile                | 387     | 369   | 382       | 1138  |      |
| 11   | Pablo Álvarez     | ARG Argentina            | 396     | 366   | 374       | 1136  |      |
| 12   | Rafael Espinoza   | ESA El Salvador          | 393     | 366   | 373       | 1132  |      |
| 13   | Marcos Huerta     | CHI Chile                | 388     | 372   | 367       | 1127  |      |
| 14   | Elvin López       | GUA Guatemala            | 389     | 367   | 371       | 1127  |      |
| 15   | Juan Angeloni     | ARG Argentina            | 393     | 354   | 378       | 1125  |      |
| 16   | Raúl Vargas       | VEN Venezuela            | 396     | 356   | 372       | 1124  |      |
| 17   | Marlon Pérez      | GUA Guatemala            | 390     | 363   | 369       | 1122  |      |
| 18   | Yoleisy Lois      | CUB Cuba                 | 391     | 361   | 370       | 1122  |      |
| 19   | César Yui         | PER Peru                 | 381     | 368   | 369       | 1118  |      |
| 20   | Walter Martínez   | NCA Nicarágua            | 384     | 346   | 364       | 1094  |      |
| 21   | Guido Farfán      | PER Peru                 | 391     | 339   | 362       | 1092  |      |
| 22   | Hosman Durán      | DOM República Dominicana | 385     | 303   | 363       | 1051  |      |
|      | Alexander Rivera  | PUR Porto Rico           | —       | —     | —         | DNS   |      |

### Final
| Pos.              | Atirador              | Qualificação | 1    | 2    | 3    | 4    | 5    | 6    | 7    | 8    | 9    | 10   | Final | Total  | Obs. |
| ----------------- | --------------------- | ------------ | ---- | ---- | ---- | ---- | ---- | ---- | ---- | ---- | ---- | ---- | ----- | ------ | ---- |
| Medalha de ouro   | USA Jason Parker      | 1155         | 8.5  | 8.9  | 9.3  | 10.2 | 9.6  | 9.6  | 9.1  | 9.0  | 9.9  | 10.0 | 94.1  | 1249.1 |      |
| Medalha de prata  | USA Matthew Wallace   | 1150         | 10.3 | 10.8 | 8.4  | 10.3 | 8.8  | 9.5  | 9.9  | 10.4 | 9.9  | 8.7  | 97.0  | 1247.0 |      |
| Medalha de bronze | BRA Bruno Heck        | 1153         | 9.3  | 8.1  | 9.0  | 9.2  | 10.0 | 7.3  | 9.9  | 9.4  | 10.5 | 9.3  | 92.0  | 1245.0 |      |
| 4                 | MEX Blás Ruiz         | 1149         | 9.6  | 10.4 | 9.3  | 10.3 | 8.3  | 9.1  | 10.0 | 9.9  | 9.4  | 8.0  | 94.3  | 1243.3 |      |
| 5                 | CUB Reynier Estopiñan | 1147         | 9.7  | 9.5  | 9.6  | 10.1 | 7.7  | 9.6  | 10.4 | 10.0 | 10.5 | 8.8  | 95.9  | 1242.9 |      |
| 6                 | MEX José Luis Sánchez | 1145         | 10.1 | 9.3  | 10.6 | 9.4  | 9.6  | 8.0  | 10.6 | 9.2  | 10.0 | 9.7  | 95.5  | 1240.5 |      |
| 7                 | CAN Grzegorz Sych     | 1143         | 9.3  | 8.7  | 9.7  | 9.3  | 10.2 | 10.4 | 10.5 | 10.3 | 9.6  | 9.2  | 97.2  | 1240.2 |      |
| 8                 | VEN Julio Iemma       | 1145         | 10.4 | 10.5 | 9.9  | 9.8  | 8.5  | 7.8  | 8.0  | 9.9  | 10.4 | 9.7  | 94.9  | 1239.9 |      |